# Paintal (comediante)
Kanwarjit Paintal, conocido como Paintal, es un versátil actor y comediante indio. Inició su carrera como actor cómico y luego se dedicó a enseñar el arte de la actuación. Paintal ha dejado una marca tanto en el cine como en la televisión, trabajando en numerosas películas y programas.
Nacido en una familia sij en el pueblo de Tarn Taran, cerca de Amritsar, Punjab, Paintal pasó sus primeros años en Sadar Bazaar, Delhi. Se formó en actuación en el Instituto de Cine y Televisión de la India y en 2008 se convirtió en Jefe del Departamento de Actuación en FTII.
Llegó a Bombay (ahora Mumbai) en 1969 para seguir su carrera en la industria del entretenimiento. Su hermano, Gufi Paintal, también es conocido por su papel de Shakuni en la exitosa serie de televisión "Mahabharat" de BR Chopra. En esta serie, Paintal interpretó los papeles de Shikhandi y Sudama.
Además, su hijo, Hiten Paintal, sigue sus pasos en la actuación y ha trabajado en películas como "Dil Maange More" (2004) y "Bachna Ae Haseeno" (2008). La familia Paintal ha dejado una marca significativa en la industria del entretenimiento indio a lo largo de las generaciones.

## Filmografía
Kanwarjit Paintal ha interpretado una amplia gama de papeles a lo largo de su carrera, destacando tanto en comedias como en personajes serios. Algunos de sus papeles más destacados incluyen:
- Rattan en "Jawani Diwani" (1972)
- Salma en "Rafoo Chakkar" (1975)
- Guruji en "Bawarchi" (1972)
- Arun en "Piya Ka Ghar" (1972)
- Panditji (astrólogo) en "Parichay" (1972)
- Totaram en "Jangal Mein Mangal" (1972)
- Kamal en "Heera Panna" (1973)
- Director en "Roti" (1974)
- Ramu en "Khote Sikkay" (1973)
- Budh Anand en "Satte Pe Satta" (1982)

A lo largo de su carrera, Paintal ha demostrado su versatilidad al pasar de interpretar roles cómicos a personajes más serios, como se evidencia en su participación en el drama televisivo "Pyar Ka Dard Hain Kuch Meetha Meetha".

### Películas de Bollywood
1. Umang (1970)
2. Lal Patthar (1971)
3. Mere Apne (1971)
4. Tangewala (1972)
5. Shaadi Ke Baad (1972)
6. Jawani Diwani (1972) – Rattan
7. Gomti Ke Kinare (1972)
8. Bawarchi (1972) – Guruji
9. Piya Ka Ghar (1972) – Arun
10. Parichay (1972) – Panditji (Astrologer)
11. Jangal Mein Mangal (1972) – Totaram
12. Heera Panna (1974) – Kamal
13. Aaj Ki Taaza Khabar (1973) – Champak Boomia
14. Zehreela Insaan (1974)
15. Us-Paar (1974)
16. Manoranjan (1974)
17. Kora Badan (1974)
18. Khote Sikkay (1973)
19. Faslah (1974)
20. Dulhan (1974)
21. Dil Diwana (1974)
22. Call Girl (1974)
23. Roti (1974) – Headmaster
24. Gulabi Nain Sharabi (1974) - Raja
25. Rafoo Chakkar (1975) – Salma
26. Mazaaq (1975)
27. Jaggu (1975)
28. Apne Rang hazaar (1975)
29. Anokha (1975) – Raja
30. Maa (1976)
31. Laila Majnu (1976)
32. Deewangee (1976)
33. Balika Badhu (1976) – Shambhu
34. Bairaag (1976)
35. Jaaneman (1976)
36. Udhar Ka Sindur (1976)
37. Shirdi Ke Sai Baba (1977)
38. Saheb Bahadur (1977)
39. Saal Solvan Chadya (1977)
40. Jay Vejay (1977)
41. Jagriti (1977)
42. Chandi Sona (1977)
43. Chala Murari Hero Banne
44. Alibaba Marjinaa (1977)
45. Abhi To Jee Lein (1977)
46. Tumhari Kasam (1978)
47. Swarg Narak (1978) – Shambhu
48. Phool Khile Hain Gulshan Gulshan (1978)
49. Naya Daur (1978)
50. Muqaddar (1978)
51. Des Pardes (1978)
52. College Girl (1978)
53. Ankh Ka Tara (1978)
54. Aakhri Daku (1978)
55. Aahuti (1978)
56. Adventures of Aladdin (1978)
57. Magroor (1979)
58. Jaani Dushman (1979)
59. Jaan-E-Bahaar (1979)
60. Gopal Krishna (1979)
61. Duniya Meri Jeb Mein (1979)
62. Khoon Kharaba (1980)
63. The Burning Train (1980)
64. Sitara (1980)
65. Oh Bewafa (1980)
66. Dostana (1980)
67. Waqt Ki Deewar (1981)
68. Saajan Ki Saheli (1981)
69. Ghamandee (1981)
70. Kranti (1981)
71. Daasi (1981)
72. Kachche Heere (1982)
73. Baghavat (1982)
74. Satte Pe Satta (1982) – Budh Anand
75. Teri Kasam (1982)
76. Teri Maang Sitaron Se Bhar Doon (1982)
77. Shubh Kaamna (1983)
78. Ganga Meri Maa (1983)
79. Sadma (1983)
80. Daulat Ke Dushman (1983) (Special Appearance)
81. Kalaakaar (1983)
82. Waqt Ki Pukar (1984)
83. Shapath (1984)
84. Maan Maryada (1984)
85. Kanoon Meri Mutthi Mein (1984)
86. Jaag Utha Insaan (1984)
87. Hum Do Hamare Do (1984)
88. Ram Tere Kitne Nam (1985)
89. Paisa Yeh Paisa (1985)
90. Kali Basti (1985)
91. Aandhi-Toofan (1985)
92. Mehak (1985)
93. Wafadaar (1985)
94. Bepanaah (1985)
95. Sur Sangam (1985)
96. Babu (1985)
97. Mujhe Kasam Hai (1985) — Gopi
98. Mohabbat Ki Kasam (1986)
99. Kirayadar (1986)
100. Adhikar (1986)
101. Dilwala (1986)
102. Zindagani (1986)
103. Teesra Kinara (1986)
104. Anubhav (1986 film) (1986)
105. Insaniyat Ke Dushman (1987)
106. Maashuka (1987)
107. Paap Ki Duniya (1988)
108. Jeete Hain Shaan Se (1988)
109. Akhri Muqabla (1988)
110. Mitti Aur Sona (1989)
111. Jaaydaad (1989)
112. Jaisi Karni Waisi Bharni (1989)
113. Shehzaade (1989) (uncredited)
114. Anokha Aspatal (1989) - Ram Dhani
115. Pyasi Nigahen (1990)
116. Aag Ka Gola (1990) (uncredited)
117. Pyaar Ke Naam Qurban (1990)
118. Thanedaar (1990)
119. First Love Letter (1991)
120. Saugandh (1991)
121. Prem Deewane (1992)
122. Mehboob Mere Mehboob (1992)
123. Pehchaan (1993)
124. Anokha Premyudh (1994)
125. Prem Yog (1994)
126. Amaanat (1994)
127. Ikke Pe Ikka (1994)
128. Aazmayish (1995)
129. Rock Dancer (1995)
130. Aisi Bhi Kya Jaldi Hai (1996)
131. Megha (1996) (uncredited)
132. Mere Sapno Ki Rani (1997)
133. Hatyara (1998)
134. Zulm-O-Sitam (1998)
135. Kasam (2001)
136. Fun 2shh: Dudes in the 10th Century (2003)
137. Paying Guests (2009)
138. Shri Chaitanya Mahaprabhu (2009) (Special Appearance)
139. Kaalo (2010)
140. 30 Minutes (2016)
141. Kahani Rubberband Ki (2022)
142. Dono (2023)

## Carrera televisiva
- Vikram Aur Betaal como Dagdoo
- Ssshhh... Koi Hai - Bhediya como hombre lobo
- Ssshhh... Koi Hai - Khoj
- Mahabharat en DD National (octubre de 1988 - junio de 1990) - Sudama y Shikhandi
- Jai Mata Ki como Sabio Narada
- Daal Mein Kala en Star Plus (1988) como varios personajes
- NatKhat en Zee TV (1994)
- Pyar Zindagi Hai en Zee TV (2003)
- Ladoo Singh Taxiwala (1976 La primera serie de Doordarshan)
- CID (serie de televisión india) como Ghanashyam en el episodio 409
- Amber Dhara en Sony TV (septiembre de 2007 - abril de 2008) - Mahendra Pratap Dixit
- Pyaar Ka Dard Hai Meetha Meetha Pyaara Pyaara (Star Plus) como Jagdish Prasad Gupta (2012-14)
- Ek Shringaar-Swabhiman en Colors TV como Sujan Singh Chauhan (2016-17)
- Piya Albela en Zee TV (2017-18) como Kashinath Vyas
- Partners Trouble Ho Gayi Double (2017) - Aparición especial
- Shakti - Astitva Ke Ehsaas Ki en Colors TV como Baksh Singh (2020)
- Kabhi Kabhie Ittefaq Sey en StarPlus[2] como Charudutt Kulshresta
- Mehndi Wala Ghar como Hari Agarwal